# Hirzbach (Leutenberg)
Hirzbach ist ein Ortsteil der Stadt Leutenberg im Landkreis Saalfeld-Rudolstadt in Thüringen.

## Geografie
Das Dorf Hirzbach liegt westlich des Flüsschens Sormitz auf einem kleinen waldfreien Umland mit guter Verbindung zur Bundesstraße 90. Die Ortslage wird vom Hirzbach entwässert, der zunächst in den Kiesbach und dann in die Sormitz fließt. Wegen des starken Gefälles hat Hirzbach eine der steilsten Dorfstraßen in Thüringen.

## Geschichte
Am 21. Juni 1398 wurde der Ort erstmals urkundlich erwähnt. Der Ort gehörte zur Grafschaft Schwarzburg-Leutenberg und nach dessen Erlöschen von 1564 bis 1918 zur Oberherrschaft der Grafschaft bzw. des Fürstentums Schwarzburg-Rudolstadt.
| Jahr | Einwohner | Häuser |
| ---- | --------- | ------ |
| 1621 |           | 12     |
| 1863 | 151       | 26     |
| 1945 | 165       | 28     |
| 1946 | 187       | 28     |
| 1996 | 76        | 24     |

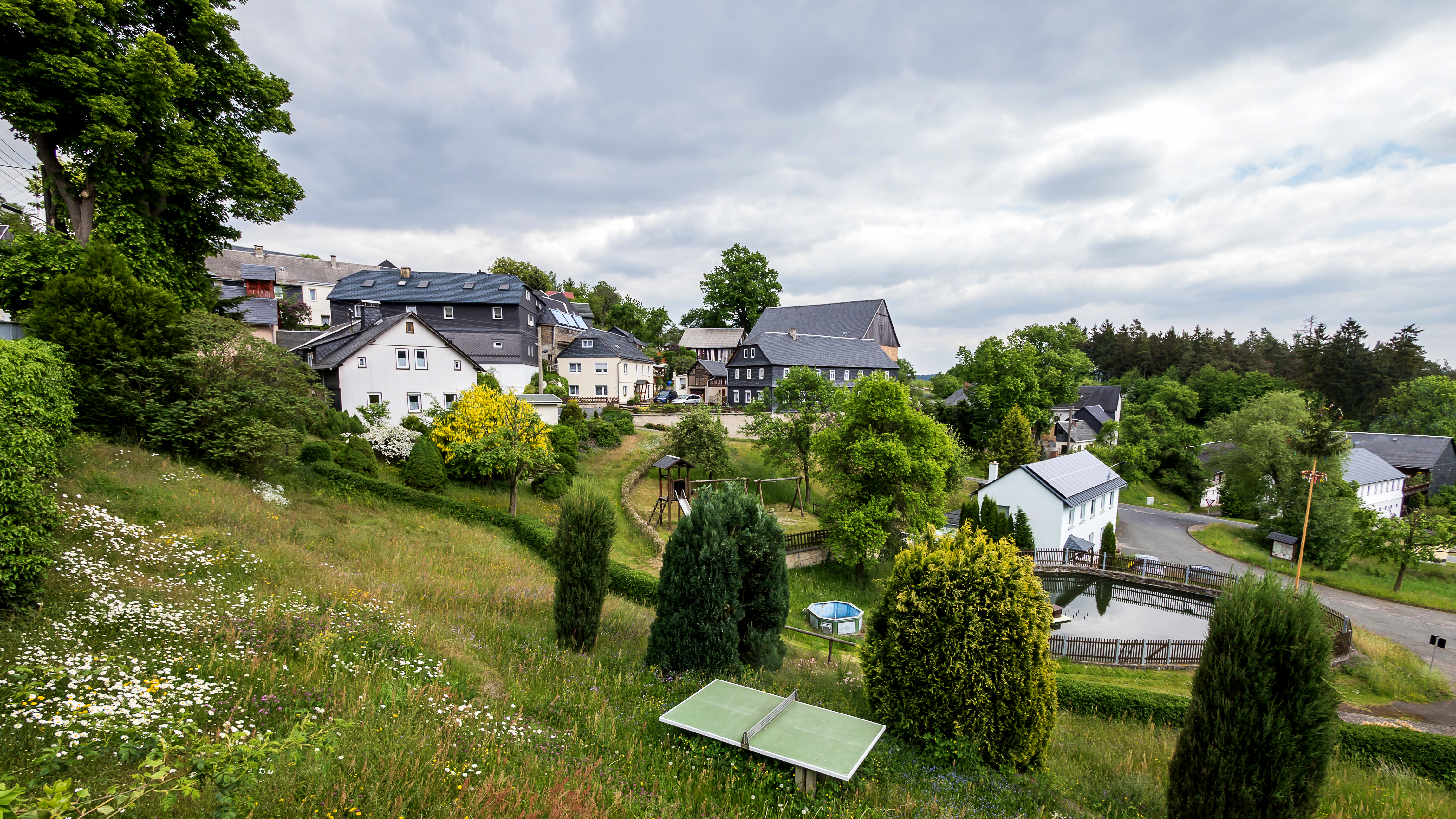
Hirzbach Ortslage

1945 gab es in Hirzbach 28 Häuser, 24 Bauern und insgesamt 165 Einwohner. Ein Jahr später hatte der Ort  durch die Aufnahme von Vertriebenen aus den ehemaligen deutschen Ostgebieten 187 Einwohner. Der auf Land- und Forstwirtschaft sowie auf Tourismus geprägte Ort ging aufgrund der Zugehörigkeit zur DDR den ostdeutschen Weg der Entwicklung. Heute sind die Formen der Arbeit den neuen Eigentumsverhältnissen erfolgreich angepasst. Das Dorf ist ein Ausflugsort für jedermann.

## Geologie
Der Geologe Ernst Zimmermann entdeckte im Jahre 1888 bei der Kartierung der Gegend um Leutenberg ein für die Region einzigartiges Gestein magmatischer Herkunft. Es handelte sich um Kersantit mit einer geringen Klüftigkeit, die den Abbau großer Blöcke ermöglichte. Das nordwestlich von Hirzbach am Binzigshügel gelegene Vorkommen wurde danach in einem großen Steinbruch abgebaut. Weil der Kersantit sehr gut schleif- und polierbar war, fand er Verwendung für die Grabsteinherstellung. Aber auch Pflastersteine, Schotter und Split für den Straßenbau wurde gewonnen. 1959 endeten die Arbeiten im Steinbruch.